# Jezioro Orłowskie
Jezioro Orłowskie – jezioro w woj. kujawsko-pomorskim, w powiecie lipnowskim, w gminie Wielgie, leżące na terenie Pojezierza Dobrzyńskiego. Otoczone trzema miejscowościami:
- Orłowo
- Piaseczno
- Teodorowo

## Dane morfometryczne
Powierzchnia zwierciadła wody według różnych źródeł wynosi od 89,7 ha przez 96,0 ha do 97,8 ha.
Zwierciadło wody położone jest na wysokości 108,9 m n.p.m. Średnia głębokość jeziora wynosi 9,0 m, natomiast głębokość maksymalna 32,2 m.
W oparciu o badania przeprowadzone w 1998 roku wody jeziora zaliczono do II klasy czystości i II kategorii podatności na degradację.

## Hydronimia
Według urzędowego spisu opracowanego przez Komisję Nazw Miejscowości i Obiektów Fizjograficznych (KNMiOF) nazwa tego jeziora to Jezioro Orłowskie. W różnych publikacjach i na mapach topograficznych jezioro to występuje pod nazwą Piaseczno.